# Makinavaja (sèrie de televisió)
Makinavaja va ser una sèrie de televisió dirigida per Carlos Suárez la primera temporada i José Luis Cuerda la segona temporada, i emesa per La 2 de Televisió Espanyola entre els anys 1995 i 1997. Es tracta de l'adaptació per a televisió del còmic Makinavaja, d'Ivà. Va comptar amb un total de 39 capítols repartits en dues temporades.
La presentació de la sèrie va comptar amb la presència de la llavors Ministra de Cultura d'Espanya, Carmen Alborch, que va qualificar-la de «magnífica». En un principi es va pensar en comptar amb l'actor Andrés Pajares perquè interpretés Makinavaja, a causa del gran èxit de les dues pel·lícules estrenades en cinema, però en aquell moment es trobava rodant la sèrie ¡Ay, Señor, Señor! i no va poder acceptar el paper.

## Argument
Makinavaja és un quinqui supervivent que ha de guanyar-se les garrofes per mitjà de petits furts i nombrosos tripijocs en el difícil ambient del barri xino de Barcelona. En les seues trifulgues l'acompanya una banda formada per Popeye, Moromielda i el Agüelo. Tot i la picaresca que envolta el seu quefer diari, Makinavaja és un personatge entranyable i estimat per tots els veïns del barri.